# Bash Abaran melletti csata
A Bash Abaran melletti csata a kaukázusi front egyik csatája volt az első világháborúban. A harcra Bash Abaran település közelében került sor 1918-ban az Oszmán Birodalom és Örményország csapatai között. A Drasdamad Ganajan által vezetett örmény seregek legyőzték a török hadsereget, mely fordulópontot jelentett az örmény-oszmán háborúkban, az elvesztett csata miatt a törökök leállították a további előrenyomulást és megkötötték a Batumi békeszerződést.